# سنگر (دورود)
سنگر (دورود)، روستایی از توابع بخش مرکزی شهرستان دورود در استان لرستان ایران است.

## جمعیت
این روستا در دهستان ژان قرار دارد و براساس سرشماری مرکز آمار ایران در سال ۱۳۸۵، جمعیت آن ۴۱۱ نفر (۸۳خانوار) بوده‌است.
زبان مردم این روستا بیشتر لری سیلاخوری است.